# パワーラック
パワーラック（Power rack）は、筋力トレーニングを行う際に使用される器具。パワーケージ（Power cage）とも呼ばれる。

## 概要
左右両側にシャフト受けと高さの調節が可能な2本の水平のセーフティーバーを備えた4つの直立支柱からなるのが基本であり、スミスマシンと違い、バーベルの動きを自由に扱えるのが特徴。ベンチプレス、バーベルスクワット、デッドリフト、懸垂などのウエイトトレーニングに使用され、トレーニングジムでも設置されているところが多い。スペースを取るが、自宅でも使用することができ、一般向けに販売もされているが、あまりスペースがとれない場合には構造をより簡略化したハーフラックが置かれる。
パワーラックは1960年代にテリートッド博士とクレイグホワイトヘッド博士が彼らの「最大疲労の理論」をテストするためにそれらを使ったときに普及したとされている。
チンアップバー、プルダウンケーブルアタッチメント、ウェイトプレートを収納するためのペグなどのアクセサリーアタッチメントが付属しているものもある。
荷重量は基本は200kg以上が必要とされ、より本格的なトレーニングを行う場合は250kg以上が望まれる。

## 種類
ボックスタイプ
バーベルやプレート、トレーニングベンチなどの器具が揃えば様々なウエイトトレーニングに活用が可能。
ハーフタイプ
トレーニングの種類は制限されるが、ボックスタイプよりコンパクトなサイズであり、手頃な価格で購入ができる。